# Hjalmar Olsson (båtbyggare)
Hjalmar Olof Olsson, född 3 december 1896 i Myckleby på Orust, död 20 maj 1981 i Göteborg, var en svensk båtbyggare och båtkonstruktör.
Hjalmar Olsson var det äldsta av fem barn till Olof Johansson (1873–1941), som var skeppstimmerman, och Anna Serafia Johansson.  Han var bror till David Olsson (1900–1982) och växte upp i Buvenäs i Bohuslän. Han gick sex år i folkskolan och gick  i 20-årsåldern en kort kurs i ritning på Slöjdföreningens skola i Göteborg. Bröderna Olsson grundade 1920 Arendals båtvarv i Arendal på Hisingen i Göteborg tillsammans med sin far. Varvet låg mittför Älvsborgs fästning, där Älvsborgshamnen ligger idag.
Han fick 1926 i uppdrag av Långedrags segelsällskap att rita en julle med 18 kvadratmeters segelyta.  Hjalmar Olsson utgick från Bohusjullen i det som blev J18 och som han kallade "Segeljulle" och som idag kallas Långedragsjullen. Mellan 1927 och 1964 ritade han också J14 (1934), J22 (1931) och J26 (1940) på samma tema, samt 1941 entypsbåten J10. Långedrags Segelsällskap och Hjalmar Olsson utarbetade tillsammans mått och byggnadsregler för julleklasserna.
J10 var den mest populära och byggdes i 601 exemplar på olika varv åren 1942–1971. 
Hjalmar och David Olsson drev tillsammans Arendals båtvarv i Göteborg till 1969. Hjalmar Olsson var den som ritade båtarna.
Hjalmar Olsson blev 1948 änkeman med tre barn att ta hand om.